# Bahnstrecke Neustadt (Waldnaab)–Eslarn
| |                                         |                                   |                                   |
| Streckennummer (DB): | 5054                                    |                                   |                                   |
| Kursbuchstrecke (DB): | 858 (Neustadt – Eslarn) 870 425d (1963) |                                   |                                   |
| Kursbuchstrecke: | 425h (1946) 425k (1944)                 |                                   |                                   |
| Streckenlänge: | 49,8 km                                 |                                   |                                   |
| Spurweite: | 1435 mm (Normalspur)                    |                                   |                                   |
| |                                         |                                   |                                   |
| \| \| \| von Weiden \| \| \| \| 0,00 \| Neustadt (Waldnaab) (Keilbahnhof) \| Neustadt (Waldnaab) (Keilbahnhof) \| \| \| \| nach Oberkotzau \| \| \| \| 0,20 \| Waldnaab \| Waldnaab \| \| \| 0,40 \| Neustadt (Waldnaab) Bahnsteig \| Neustadt (Waldnaab) Bahnsteig \| \| \| \| \| \| \| \| 0,50 \| Georgstraße \| Georgstraße \| \| \| 0,75 \| St. Felix \| St. Felix \| \| \| \| Floß \| \| \| \| 4,59 \| Störnstein \| Störnstein \| \| \| 7,68 \| Gailertsreuth \| Gailertsreuth \| \| \| 9,89 \| Floß \| Floß \| \| \| 10,59 \| nach Flossenbürg \| nach Flossenbürg \| \| \| 12,70 \| Haupertsreuth \| Haupertsreuth \| \| \| 14,20 \| Grafenreuth \| Grafenreuth \| \| \| 16,12 \| Waldthurn \| Waldthurn \| \| \| 18,96 \| Albersrieth \| Albersrieth \| \| \| 22,30 \| Waldau (Oberpf) \| Waldau (Oberpf) \| \| \| 25,21 \| Vohenstrauß \| Vohenstrauß \| \| \| 28,90 \| Fahrenberg \| Fahrenberg \| \| \| 32,96 \| Pleystein \| Pleystein \| \| \| 35,00 \| Zottbach \| Zottbach \| \| \| 36,40 \| Lohma \| Lohma \| \| \| 39,00 \| Burkhardsrieth \| Burkhardsrieth \| \| \| 42,16 \| Waidhaus \| Waidhaus \| \| \| 44,80 \| Pfrentsch \| Pfrentsch \| \| \| \| Pfreimd \| \| \| \| 46,10 \| Pfrentschwiese \| Pfrentschwiese \| \| \| 49,80 \| Eslarn \| Eslarn \| \| \| \| \| \| \| Quellen: [1][2] \| \| \| \| |                                         |                                   |                                   |
| Strecke |                                         | von Weiden                        | von Weiden                        |
| Dienststation / Betriebs- oder Güterbahnhof | 0,00                                    | Neustadt (Waldnaab) (Keilbahnhof) | Neustadt (Waldnaab) (Keilbahnhof) |
| Abzweig geradeaus und nach links |                                         | nach Oberkotzau                   | nach Oberkotzau                   |
| Brücke über Wasserlauf | 0,20                                    | Waldnaab                          | Waldnaab                          |
| Haltepunkt / Haltestelle | 0,40                                    | Neustadt (Waldnaab) Bahnsteig     | Neustadt (Waldnaab) Bahnsteig     |
| |                                         |                                   |                                   |
| Bahnübergang (Strecke außer Betrieb) | 0,50                                    | Georgstraße                       | Georgstraße                       |
| Haltepunkt / Haltestelle (Strecke außer Betrieb) | 0,75                                    | St. Felix                         | St. Felix                         |
| Brücke über Wasserlauf (Strecke außer Betrieb) |                                         | Floß                              | Floß                              |
| Bahnhof (Strecke außer Betrieb) | 4,59                                    | Störnstein                        | Störnstein                        |
| Haltepunkt / Haltestelle (Strecke außer Betrieb) | 7,68                                    | Gailertsreuth                     | Gailertsreuth                     |
| Bahnhof (Strecke außer Betrieb) | 9,89                                    | Floß                              | Floß                              |
| Abzweig geradeaus und nach links (Strecke außer Betrieb) | 10,59                                   | nach Flossenbürg                  | nach Flossenbürg                  |
| Haltepunkt / Haltestelle (Strecke außer Betrieb) | 12,70                                   | Haupertsreuth                     | Haupertsreuth                     |
| Bahnhof (Strecke außer Betrieb) | 14,20                                   | Grafenreuth                       | Grafenreuth                       |
| Bahnhof (Strecke außer Betrieb) | 16,12                                   | Waldthurn                         | Waldthurn                         |
| Bahnhof (Strecke außer Betrieb) | 18,96                                   | Albersrieth                       | Albersrieth                       |
| Haltepunkt / Haltestelle (Strecke außer Betrieb) | 22,30                                   | Waldau (Oberpf)                   | Waldau (Oberpf)                   |
| Bahnhof (Strecke außer Betrieb) | 25,21                                   | Vohenstrauß                       | Vohenstrauß                       |
| Haltepunkt / Haltestelle (Strecke außer Betrieb) | 28,90                                   | Fahrenberg                        | Fahrenberg                        |
| Bahnhof (Strecke außer Betrieb) | 32,96                                   | Pleystein                         | Pleystein                         |
| Brücke über Wasserlauf (Strecke außer Betrieb) | 35,00                                   | Zottbach                          | Zottbach                          |
| Bahnhof (Strecke außer Betrieb) | 36,40                                   | Lohma                             | Lohma                             |
| Haltepunkt / Haltestelle (Strecke außer Betrieb) | 39,00                                   | Burkhardsrieth                    | Burkhardsrieth                    |
| Bahnhof (Strecke außer Betrieb) | 42,16                                   | Waidhaus                          | Waidhaus                          |
| Haltepunkt / Haltestelle (Strecke außer Betrieb) | 44,80                                   | Pfrentsch                         | Pfrentsch                         |
| Brücke über Wasserlauf (Strecke außer Betrieb) |                                         | Pfreimd                           | Pfreimd                           |
| Bahnhof (Strecke außer Betrieb) | 46,10                                   | Pfrentschwiese                    | Pfrentschwiese                    |
| Kopfbahnhof Streckenende (Strecke außer Betrieb) | 49,80                                   | Eslarn                            | Eslarn                            |
| |                                         |                                   |                                   |
| Quellen: |                                         |                                   |                                   |

Die Bahnstrecke Neustadt (Waldnaab)–Eslarn war eine Nebenbahn in Bayern. Sie verlief in der nördlichen Oberpfalz von Neustadt an der Waldnaab über Floß, Vohenstrauß und Pleystein nach Eslarn.

## Geschichte

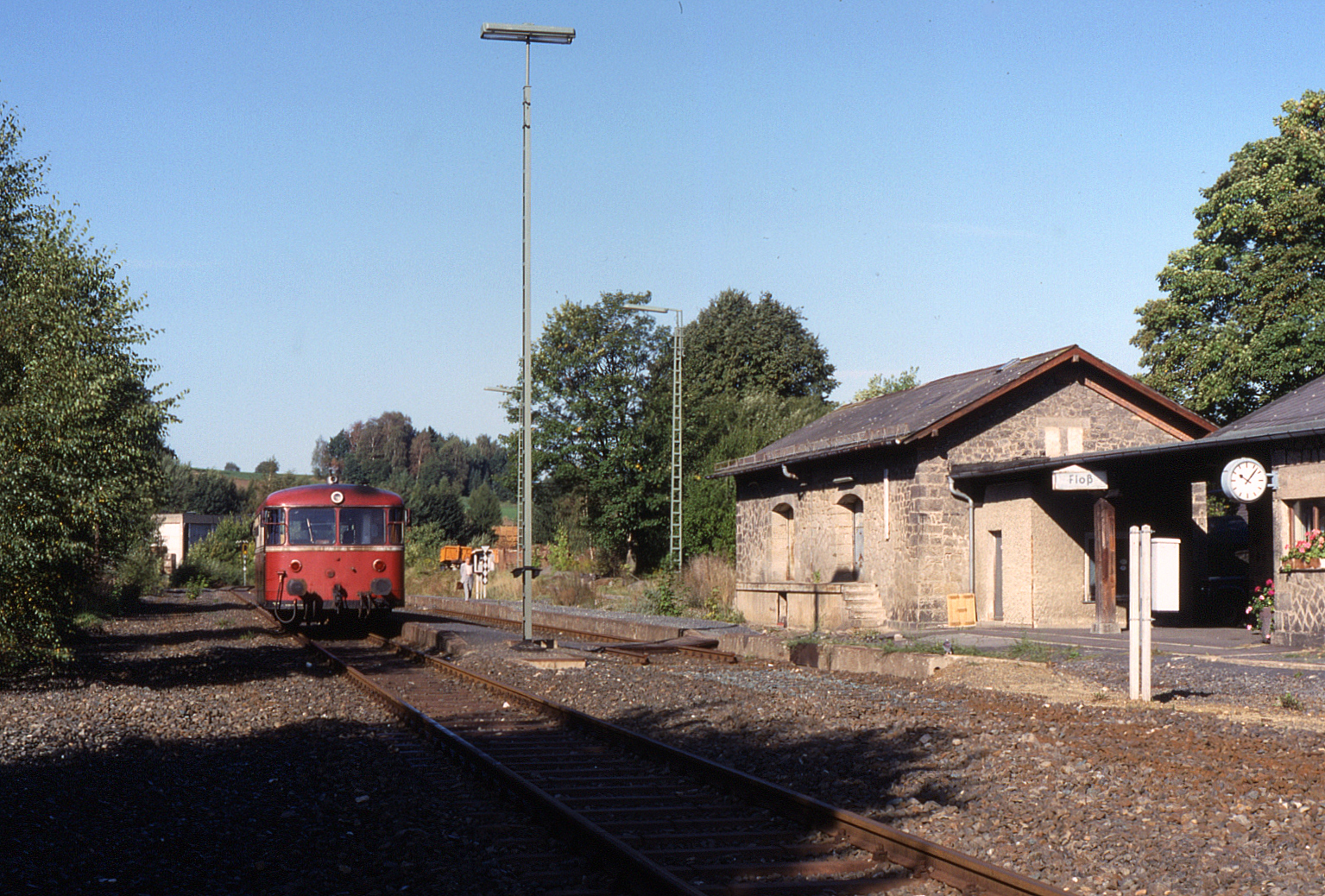
„Schienenbus“ VT 98 im Bahnhof Floß (1991)

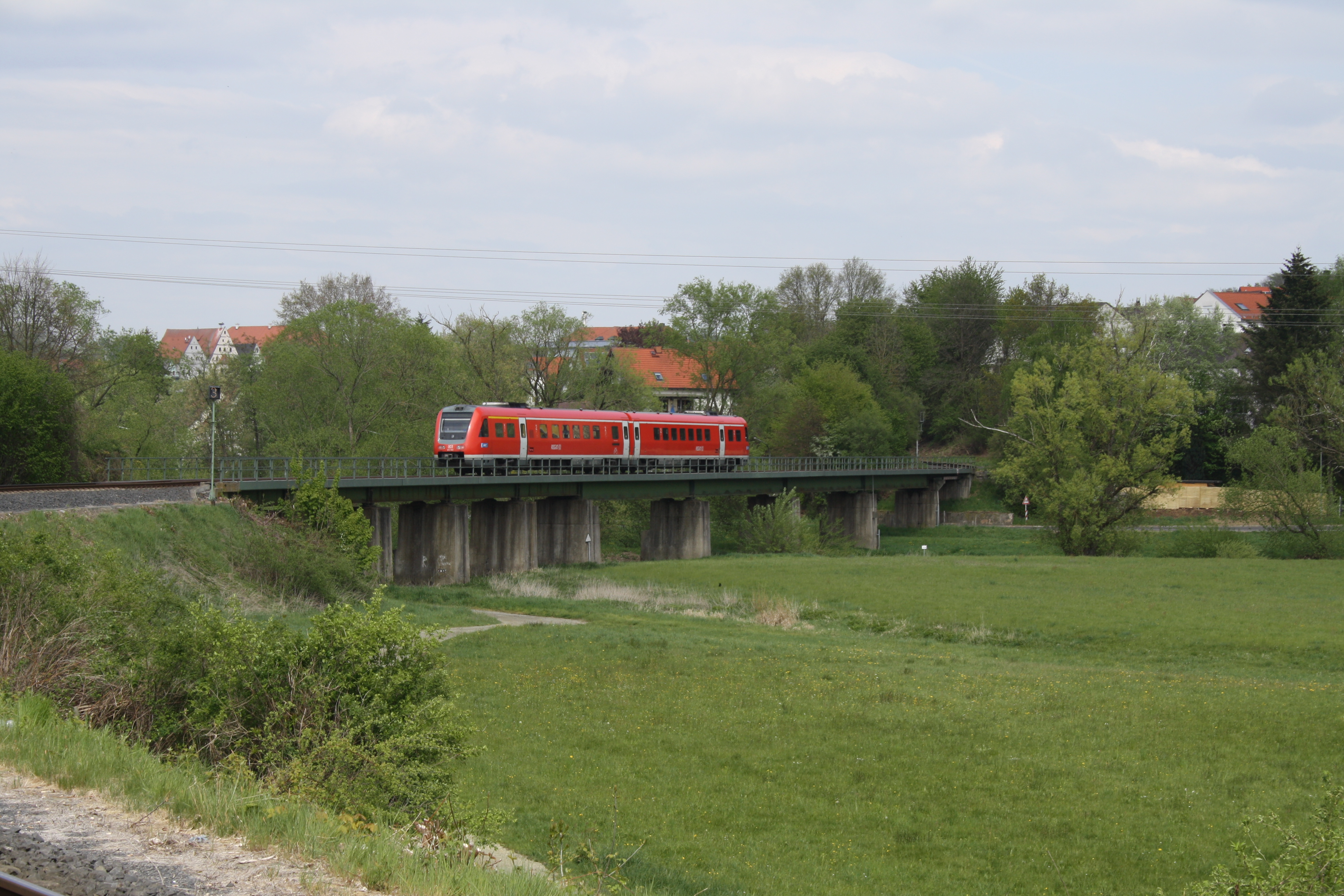
„Bocklbahnbrücke“ über die Waldnaab mit Neigetechnik-Triebzug der Baureihe 612

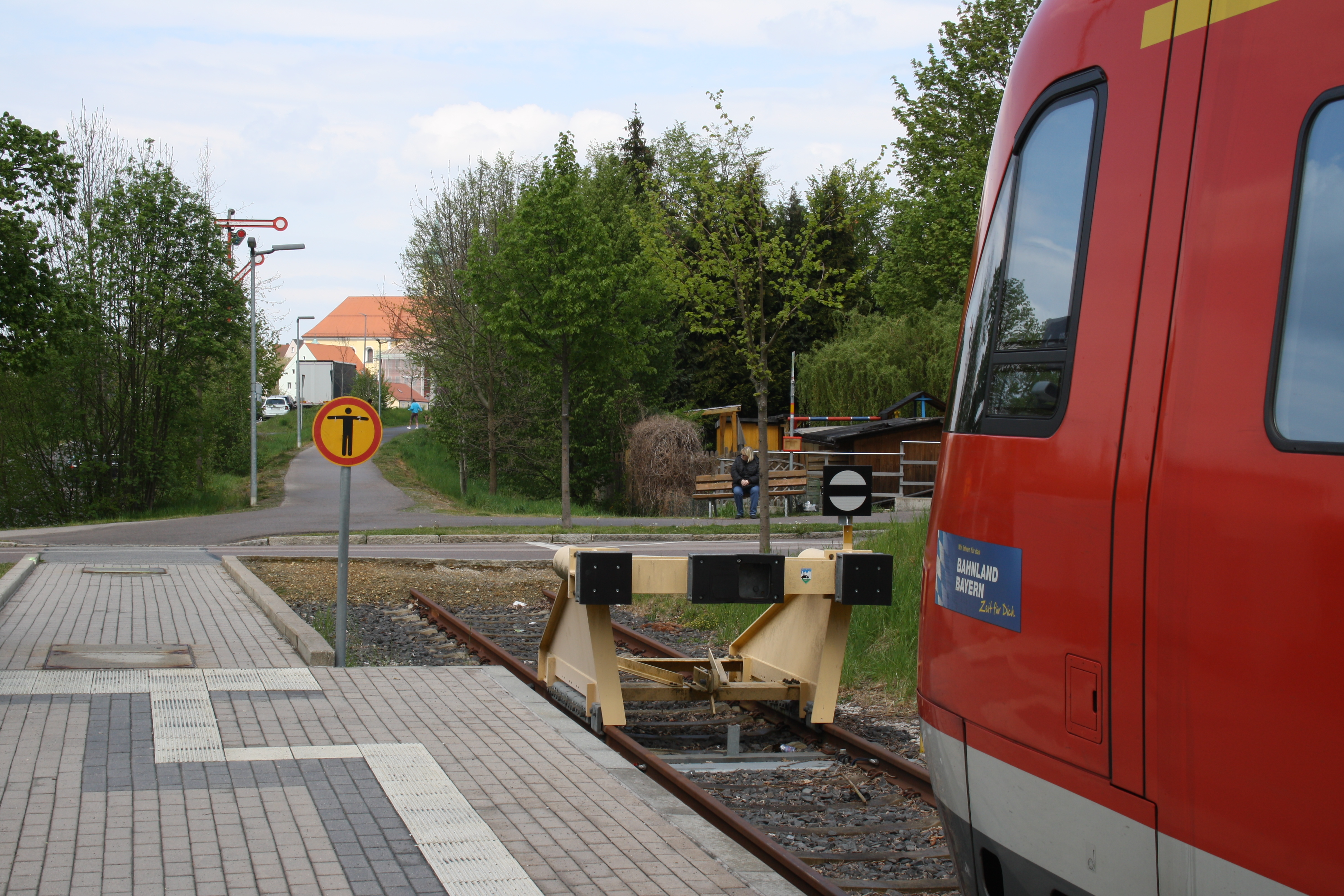
Heutiges Streckenende am Kilometer 0,7 (2019)

Im Zuge der Industrialisierung wurden im ausgehenden 19. Jahrhundert mehr und mehr Hauptstrecken gebaut. Der Oberpfälzer Wald, schon damals eine strukturschwache Region, verfügte zwar ab 1861 über eine Verbindung von Schwandorf über Cham, Furth im Wald und Taus (Domažlice) nach Pilsen sowie ab 1864 über Wiesau und Waldsassen nach Eger (Cheb), jedoch war der östliche Oberpfälzer Wald lange Zeit nicht eisenbahnmäßig erschlossen, so dass Gemeinden und auch einflussreiche Persönlichkeiten wie Gustav von Schlör immer wieder eine Bahnstrecke in Richtung Vohenstrauß forderten.
Nachdem die Actiengesellschaft der bayerischen Ostbahnen in den Jahren 1863/64 ihre Nord-Süd-Strecke im Naabtal eröffnet hatte, musste auch der Landstrich östlich davon bis zur böhmischen Grenze erschlossen werden. Am 16. Oktober 1886 wurde die erste Lokalbahn-Teilstrecke der Königlich Bayerischen Staats-Eisenbahnen von Neustadt an der Waldnaab über Floß bis zum Bezirksamtssitz in Vohenstrauß eröffnet. Am 16. August 1900 erreichte die Bahn den Grenzort Waidhaus, von wo sie, sich nach Süden wendend, am 1. Oktober 1908 den Endpunkt Eslarn erreichte. Daher rührt auch die volkstümliche Bezeichnung Eslarner Bockl. Mit etwa 50 km war die Strecke die längste Lokalbahn in der Oberpfalz. Durch die Lage mitten im Oberpfälzer Wald kam es im Winter oft zu Betriebsbehinderungen. Um 1930 herum gab es Überlegungen zur Verlängerung der Bahnstrecke über Schönsee nach Waldmünchen, die jedoch nicht zur Umsetzung kamen.
Im Fahrplan des Sommers 1914 waren fünf tägliche Zugpaare verzeichnet; im Sommer 1927 waren es noch vier, die jedoch nun in Weiden begannen und endeten. Der im Zweiten Weltkrieg und danach recht starke Personenverkehr konnte sich noch bis zum 1. Juni 1975 auf der ganzen Strecke halten, dann wurde er auf den Abschnitt Weiden–Floß beschränkt, wo er am 29. Mai 1992 endete.
Zu dieser Zeit fiel auch das Ende des Güterverkehrs, der aus strukturpolitischen Gründen im Grenzland lange auf der Schiene erhalten geblieben war. Für ihn kam die Stilllegung jenseits von Vohenstrauß am 22. Mai 1993 und für die übrige Strecke am 28. Mai 1995.
Das Eisenbahn-Bundesamt hatte mit Schreiben vom 13. September 1995 die dauernde Einstellung des Betriebes zwischen Neustadt (ausschließlich) und Vohenstrauß genehmigt. Zwei Privatgleisanschlüsse der freien Strecke (Nachtmann bei km 0,65 und Kraus bei km 1,98) wurden zunächst weiterhin bedient. Das Zuführungsgleis wurde zum Nebengleis des Bahnhofs Neustadt (Waldnaab). Die Bedienung endete zum 31. Dezember 2001.

## Die Strecke heute
Heute befindet sich auf der Trasse des „Eslarner Bockl“ der Bocklradweg, ein beliebtes Ausflugsziel für Einheimische und Touristen.
Die Trasse vom Bahnhof Neustadt bis nahe dem ehemaligen Haltepunkt St. Felix wurde im Dezember 2007 betrieblich in den Bahnhof Neustadt (Waldnaab) integriert. Sie wird seitdem durch von der Bahnstrecke Neukirchen–Weiden kommende Regional-Express-Züge befahren. Dazu entstand vor dem ehemaligen Bahnübergang Georgstraße ein Bahnsteig.

## Betriebsstellen
Störnstein ⊙
Der Bahnhof Störnstein – ausgestattet mit vier Weichen – war eine typische bayerische Lokalbahnstation. Um 1990 wurde die Station zum Haltepunkt zurückgestuft und alle Gleise bis auf das durchgehende Hauptgleis abgebaut. Das eingeschossige Empfangsgebäude und das Nebengebäude, beide aus Bruchsteinmauerwerk mit Backsteintraufgesims, sind erhalten geblieben und stehen heute unter Denkmalschutz. Ersteres besitzt einen Kniestock und ein flaches Halbwalmdach, letzteres ist mit einem flachen Schopfwalmdach gedeckt.
Gailertsreuth
Der Haltepunkt Gailertsreuth bestand lediglich aus dem Bahnsteig, einem Stationsschild und einer Wellblechhütte als Wartehalle.
Vohenstrauß ⊙

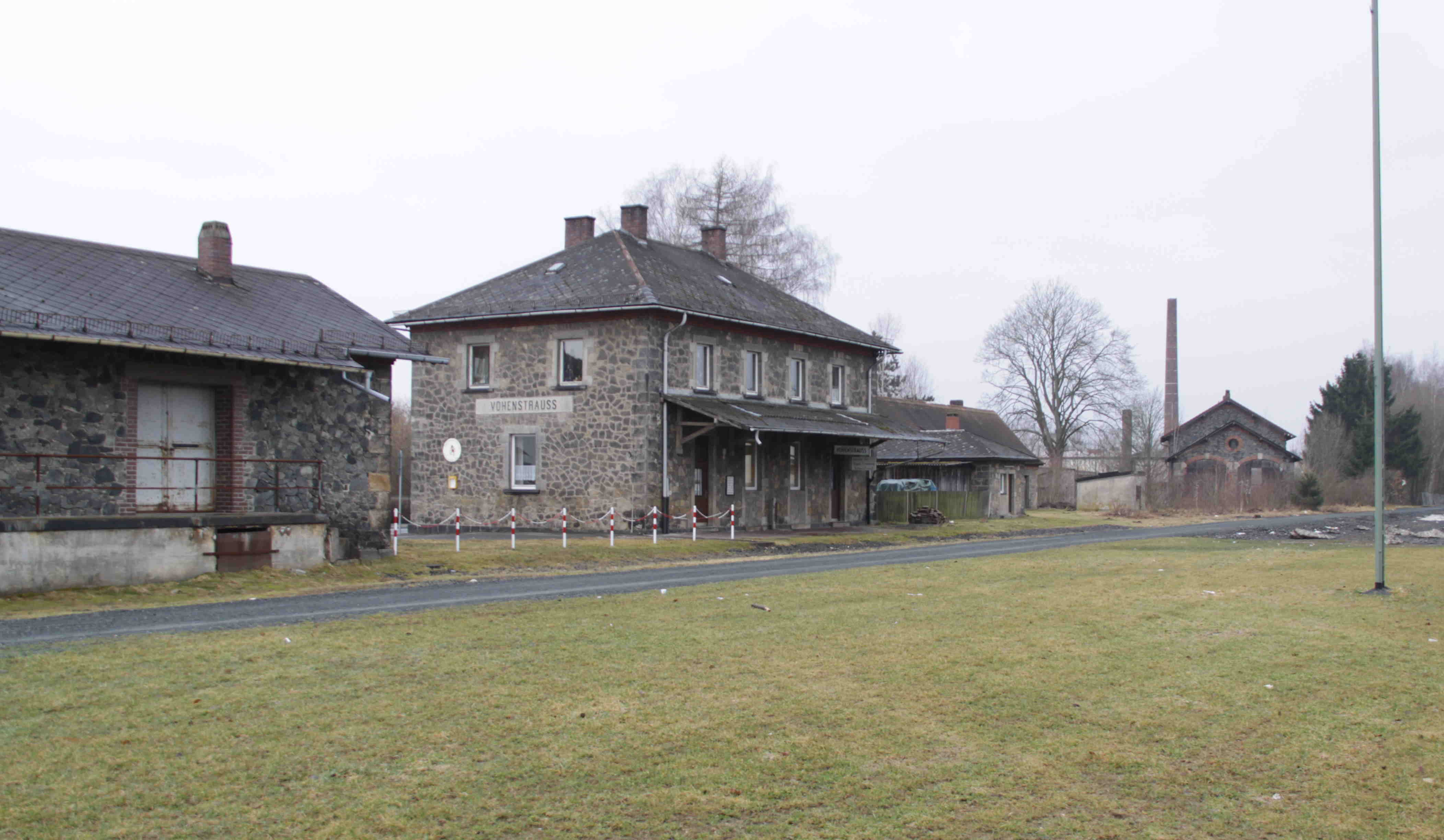
Bahnhof Vohenstrauß (2011)

Der Bahnhof Vohenstrauß war von 1886 bis 1900 Endbahnhof, daher entstand neben dem Empfangsgebäude, einem Güterschuppen, dem Wirtschaftsgebäude auch ein Lokschuppen mit angebautem Wohn- und Sozialtrakt. Die Gebäude waren aus Bruchsteinmauerwerk errichtet und stehen heute unter Denkmalschutz. Neben einem Anschlussgleis zur örtlichen BayWa gehörte auch zwei Anschlussgleise zu einem Sägewerk und einer Porzellanfabrik zum Bahnhof.
Fahrenberg ⊙
Der Haltepunkt Fahrenberg bei Streckenkilometer 28,9 lag etwa zwei Kilometer südlich der Gemeinde Fahrenberg mitten im Wald. Der Haltepunkt war die höchste Betriebsstelle, ab hier senkte sich die Strecke wieder Richtung Pleystein.
Im Wald zwischen Fahrenberg und Pleystein, im Walddistrikt Kühbühl von Pleystein, befindet sich unter der Objekt-Nr. D-3-74-147-67 noch eine denkmalgeschützte Brücke. Die Wegbrücke wurde im Jahr 1900 erstellt und führt mit einem flachen Parabelbogen über die ehemalige Bahntrasse. Sie besteht aus Granitquadermauerwerk mit rustizierter Einfassung. ⊙
Pleystein ⊙
Der Bahnhof Pleystein befand sich am südlichen Stadtrand von Pleystein. Das Empfangsgebäude der Station wurde mittlerweile abgerissen und das Bahnhofsgelände teilweise überbaut.
Die nachfolgende Bogenbrücke aus Granitquadern mit rustizierten Einfassungen über den Zottbach bei km 35,0 liegt ebenfalls noch im Stadtgebiet von Pleystein und steht heute unter Denkmalschutz.
Lohma
Der Bahnhof Lohma, am nördlichen Ortsrand gelegen, verfügte über zwei Durchgangsgleise und ein Ladegleis.
Waidhaus ⊙

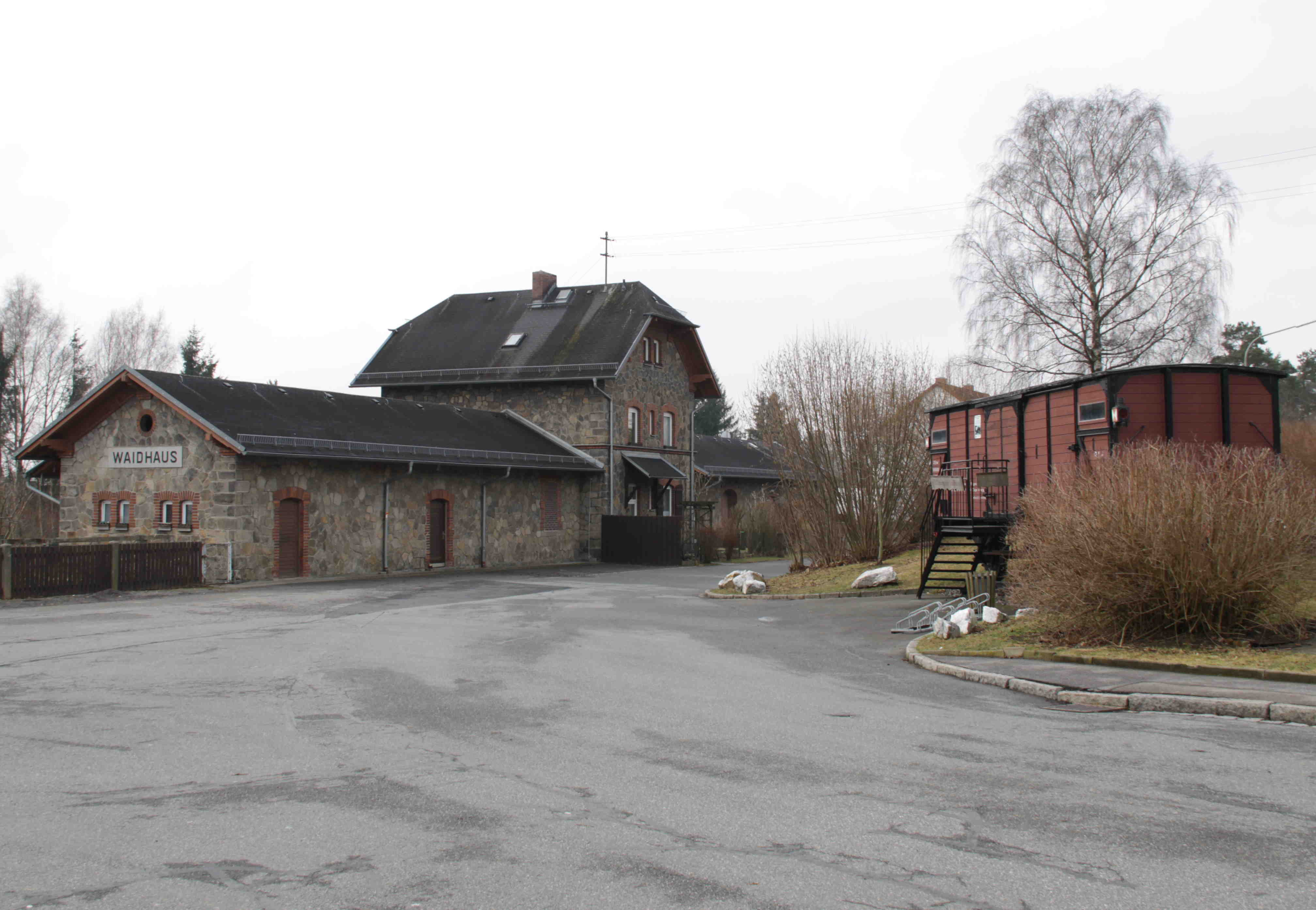
Bahnhof Waidhaus (2011)

Der Bahnhof Waidhaus war zwischen 1900 und 1908 der Endpunkt der Strecke, hier wurde allerdings kein Lokschuppen gebaut. Die Station lag südlich der namensgebenden Ortschaft Waidhaus direkt am Ortsrand. Das Empfangsgebäude samt angebauten Nebengebäude sowie der Güterschuppen, beide in derselben Form wie die anderen Bahnhofsgebäude mit Bruchsteinmauerwerk mit Backsteintraufgesimsen gebaut, stehen heute unter Denkmalschutz. Während das Empfangsgebäude ein Halbwalmdachgebäude mit erdgeschossigem Flankenbau ist, wurde der Güterschuppen als erdgeschossiger Satteldachbau errichtet.
Eslarn ⊙

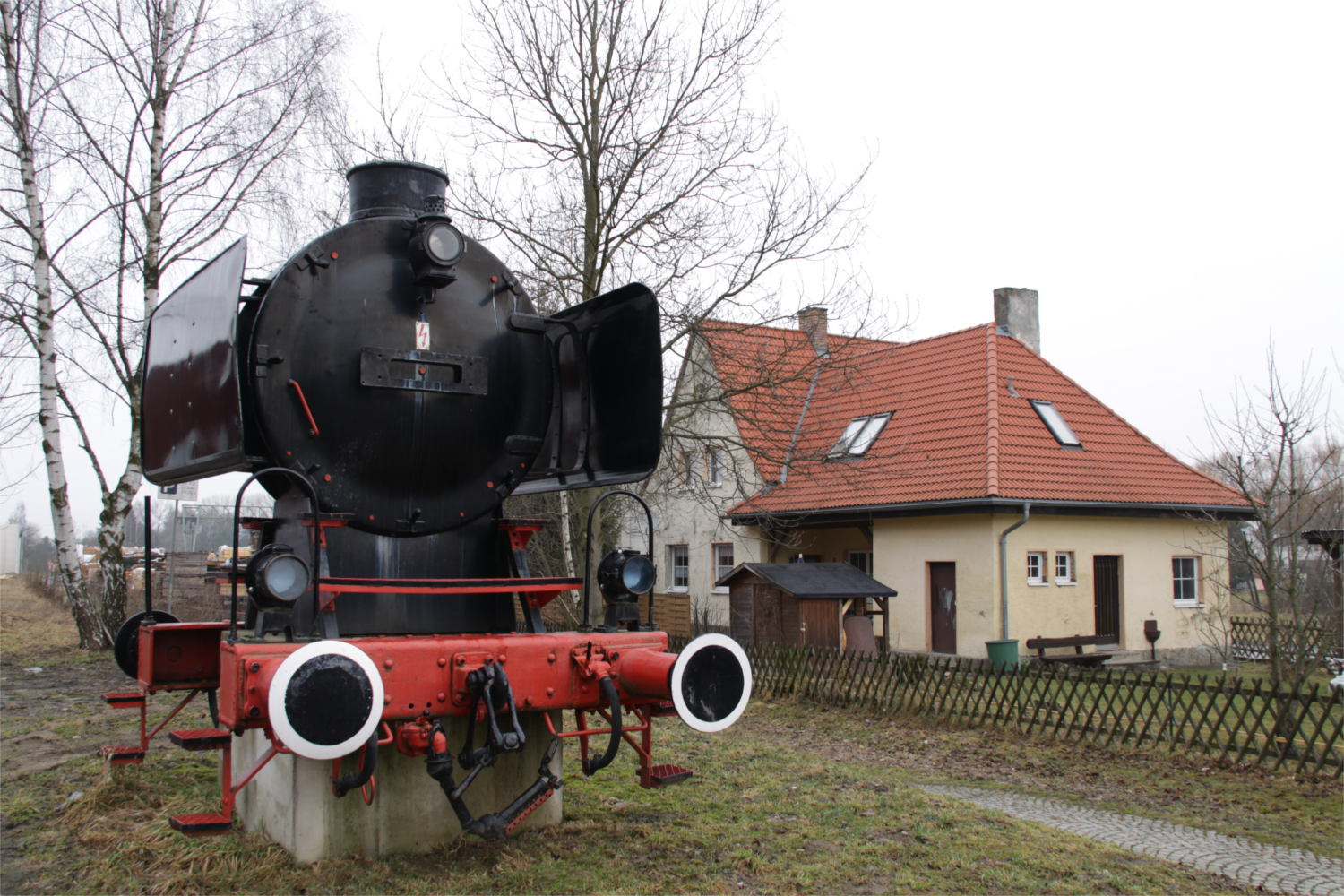
Bahnhof Eslarn mit Denkmal (2011)

Am Endbahnhof der Strecke wurden am Bahnhof Eslarn ein Empfangsgebäude und ein Güterschuppen sowie ein zweiständiger Lokschuppen gebaut. Alle Gebäude sind erhalten, das Bahnhofsgelände wird heute aber anderweitig genutzt. Mangels eines Umsetzgleises wurden zum Umsetzen die Wagen in das ansteigende Streckengleis geschoben. Nachdem die Lok das Gleis geräumt hatte, rollten die Wagen wieder an den Bahnsteig, wo sich die Lokomotive vom Lokschuppen kommend davor setzen konnte.

## Rezeption
Die von der Bevölkerung liebevoll als Bockl bezeichnete Eisenbahn fand Eingang in viele mundartliche Heimatlieder. Hier zwei Beispiele:

„Dea Zug, dea waou af Eslarn lafft,
 Den homma nea blaouß ‚Bockl‘ tafft,
 Und wal's a Bockl is, drum eem
 Kaast eahm koin andan Nama geem.“

„Der Bockl saust vorüber,
 Und dort wird Glas gemacht.“

## Sonstiges
Im Juni 1943 prallte bei einer Notlandung ein Kampfflugzeug des Typs Junkers Ju 88 der deutschen Luftwaffe gegen einen Pfeiler der „Bocklbahnbrücke“ über die Naab bei Neustadt. Drei Mann der Besatzung konnten schwer verletzt geborgen werden, der eingeklemmte Pilot kam in den Flammen des entstehenden Brands ums Leben.